# Comandante Fernández
Comandante Fernández is een departement in de Argentijnse provincie Chaco. Het departement (Spaans:  departamento) heeft een oppervlakte van 1.500 km² en telt 88.164 inwoners.

## Plaats in departement Comandante Fernández
- Presidencia Roque Sáenz Peña